# Якобсен, Аксель
Аксель Якобсен (дат. Axel Jacobsen, исп. Axel Jacobsen; род. 10 июля 1984 года) — аргентинский волейболист датского происхождения, связующий ВК «Дрим Боливар» и сборной Дании.

## Карьера
Первой профессиональной командой Акселя Якобсена был «Азул», выступавший в аргентинской Лиге А. В сезоне 2001/02 команда стала лишь шестой, а следующие два сезона заканчивала на восьмой позиции.
В сезоне 2004/05 играл в чемпионате Дании в составе «Сковбаккена» (Риссков) и стал вице-чемпионом Дании. Успешное выступление за клуб привело и к привлечению в сборную Дании.
Сезон 2005/06 провёл в «Пинето», игравшем в итальянской Серии А2. Команда заняла четвёртое место, а Аксель сменил команду и чемпионат. За два сезона в австрийском чемпионате Аксель дважды стал чемпионом.
Следующие два сезона он проводит в клубах итальянской Серии А2 «Рейма» и «Топ Тим».
Сезон 2010/11 года Аксель играет в ольштынском АЗС, который заканчивает сезон на последнем месте.
В следующем сезоне играет в немецком чемпионате.
В 2014 году возвращается в аргентинский чемпионат, где выступает в «Персонал Боливар» (2014/15) и UPCN (2015/16).
В 2016 году возвращается в «Персонал Боливар».

## Команды
- 2001-04  Азул
- 2004-05  Сковбаккен
- 2005-06  Пинето
- 2006-08  ХотВоллейс
- 2008-09  Рейма
- 2009-10  Топ Тим
- 2010-11  AZS
- 2011-12  Турнферайн
- 2012  Броло
- 2012-14  Турнферайн
- 2014-15  Персонал Боливар
- 2015-16  УПСН
- с 2016  Персонал Боливар

## Достижения
чемпион Австрии - 2006-07, 2007-08
 серебряный призёр чемпионата Дании - 2004/05